# Le migliori
Le migliori је други заједнички студијски албум италијанске певачице Мине и певача и глумца Адријано Челентано, објављен 11. новембра 2016. године за издавачке куће Clan Celentano и PDU. Био је то најпродаванији албум 2016. године.

## Списак пјесама
1. Amami amami – 3:18
2. È l’amore – 3:39
3. Se mi ami davvero – 3:42
4. Ti lascio amore – 5:13
5. A un passo da te – 4:31
6. Non mi ami – 3:59
7. Ma che ci faccio qui – 4:01
8. Sono le tre – 3:47
9. Il bambino col fucile – 2:44
10. Quando la smetterò – 3:57
11. Come un diamante nascosto nella neve – 3:46
12. Prisencolinensinainciusol (Benny Benassi Remix) – 4:08

## Позиције на листама

### Недељне листе
| Листа (2016)                               | Највиша позиција |
| ------------------------------------------ | ---------------- |
| Италија (FIMI)                             | 1                |
| Швајцарска (Schweizer Hitparade)           | 23               |
| Швајцарска Романдија (Schweizer Hitparade) | 49               |

### Годишње листе
| Листа (2016)   | Позиција |
| -------------- | -------- |
| Италија (FIMI) | 1        |

| Листа (2017)   | Позиција |
| -------------- | -------- |
| Италија (FIMI) | 4        |

| Листа (2018)   | Позиција |
| -------------- | -------- |
| Италија (FIMI) | 33       |

## Сертификације и продаја
| Држава         | Сертификација | Продаја |
| -------------- | ------------- | ------- |
| Италија (FIMI) | 7x Платински  | 350.000 |